# Lungenfachklinik Immenhausen

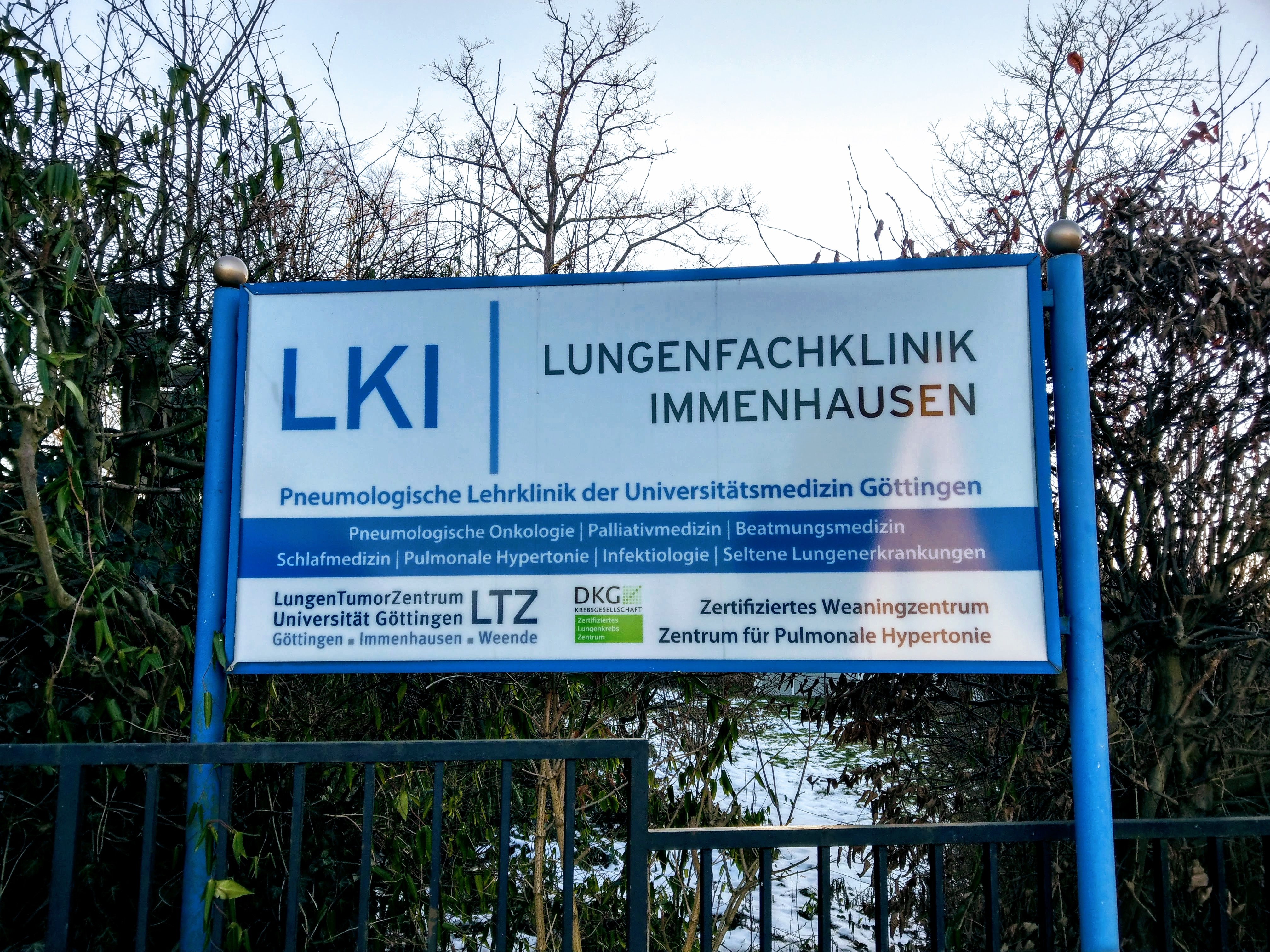
Eingangsschild Lungenfachklinik Immenhausen

Die Lungenfachklinik Immenhausen ist ein Plankrankenhaus der Regelversorgung in Immenhausen und akademisches Lehrkrankenhaus der Georg-August-Universität Göttingen.
Schwerpunkte des überregionalen Zentrums für Pneumologie sind die Diagnostik und Therapie pulmonaler Erkrankungen, die pneumologische Onkologie, das Weaningzentrum und das Zentrum für pulmonale Hypertonie.
Zusammen mit der Georg-August-Universität Göttingen und dem Evangelischen Krankenhaus Göttingen-Weende gründete die Lungenfachklinik Immenhausen das nach den Standards der Deutschen Krebsgesellschaft zertifizierte LungenTumorZentrum Göttingen (LTZ).
Im Jahr 2017 wurde mit der Erweiterung und Modernisierung der Klinik begonnen, die 2019 abgeschlossen sein soll.

## Bereiche der Klinik
- Innere Medizin
- Pneumologie
- Intensivmedizin
- Infektiologie
- Schlafmedizin

## Geschichte
Die zum Ende des 19. Jahrhunderts grassierende Volksseuche Tuberkulose gab den Impuls zur Gründung der Philippstiftung e.V. Bereit 1887 sah eine Gruppe engagierter Bürger den Bedarf einer entsprechenden Behandlungs- und Pflegeeinrichtung zur Behandlung Tuberkulosekranker in Nordhessen. Nach Gründung des Vereins „Philippstift“ im Jahre 1905 und Sammlung von Baukapitals durch Spenden von Bürgern, Industrie und Handel konnte 1908 der Bau der Klinik in Immenhausen begonnen werden. 1909 eröffnete das Krankenhaus mit 36 Betten.
Während des Ersten Weltkrieges diente die Klinik als Reservelazarett. Im Zweiten Weltkrieg wurde es wieder als Heilstätte für Tuberkulosekranke genutzt. Durch den Einsatz effizienter Antibiotika in den 1950er Jahren wurde die Tuberkulose zu einer gut behandelbaren Erkrankung. Danach wurde das Haus in eine pneumologische Fachklinik umstrukturiert.